# Църквулче (Търпейца)
Църквулче (на македонска литературна норма: Црквулче) е средновековна православна църквичка край село Търпейца, на брега на Охридското езеро, Северна Македония. До църквата се стига единствено по вода.

## Местоположение
Църквичката е разположена на брега на Охридското езеро, южно от селото, в близост до църквата „Света Богородица Захумска“.

## История
В църквата са видими няколко зони със стенописи. Живописът е с високо качество и датира от II половина на XIV век. В по-ниската зона е Дейсис и встрани от него Свети Никола, Свети Стефан, Свети Василий и Света Петка от едната страна, и архангел и Света Марина от другата. В по-горната зона са композициите Слизане в пъкъла, Мироносците на Христовия гроб и Успение Богородично.